# Pattesutter
Pattesutter (også kendt som Store Fede) er en dansk musiker og rapper. Hans borgerlige navn er Jakob Maegaard. Pattesutter fik sit gennembrud med nummeret "Madonna" i 2016. Han er specielt kendt for sine kontroversielle tekster. Pattesutter startede med selv at producere sin musik og blev kendt gennem musiktjenesten SoundCloud, men er senere blevet opdaget af pladeselskabet Lil Label.
Det store gennembrud skete i 2018, da hans single 'Technopiik' blev udnævnt som årets Roskilde-Hit. Sangen var i denne sommer en konstant hymne, der kunne høres på camping områderne til alle landets festivaler. Efterfølgende har han fulgt op med bl.a. “Hun Ridder På Den”, “Lille Pik” og “næ”.
Pattesutter har optrådt på klubber og gymnasier i hele Danmark, på Roskilde Festival, Smukfest, Zulu Awards, flere jobs i Norge og en udsolgt Vega-koncert.

## Diskografi
- Hjulene På Bussen (2022)
- AVA (2022)
- Dance With The Pattesutter (ft. D-Devils vs. Pattesutter) (2021)
- Baguette (2021)
- Pilfingerdansen (Pattesutter Remix) - ft. Sigurd Barrett (2020)
- Stor Fed - ft. Yo Johnny (2020)
- Din Nabo (ADHD X Pattesutter) (2020)
- Klamydia (2020)
- Jeg Brækker Mig (2020)
- Boner (2019)
- Fut Fut (2019)
- Det Dælme Gur (2019)
- næ - ft. Ude af kontrol (2019)
- Kattedansen (2019)
- Det Kører (2019)
- Stik Af (Slav) (2018)
- Lille Pik (2018)
- Hun Ridder På Den (2018)
- Technopiik (2018)
- De Kysser (2018)
- Bla Bla Bla (2018)
- De Siger (2018)
- Tuttelu (2017)
- Knalde Alle (2017)
- Bravo (2017)
- Polti (stik af) (2017)
- Ka' Det Passe (2016)
- Sådan En Skam (2016)
- Sex Med En Superstar
- Fedt At Møde Mig (2016)
- Det Ka' Du Ik' (2016)
- Champagne Pige (2016)
- Madonna (2016)